# Alfonso Cañón
Alfonso Cañón   (Bogotà, 1946) fou un futbolista colombià de la dècada de 1970.
Fou internacional amb la selecció de Colòmbia. Pel que fa a clubs, defensà els colors de Club Independiente Santa Fe la major part de la seva carrera.